# Podatek Google
Podatek Google (ang. Google tax) – popularna nazwa podatku od przychodów wyprowadzanych za granicę.
Jego wprowadzenie ma na celu zapobieganie unikania przez przedsiębiorstwa opodatkowania w kraju, gdzie prowadzą działalność poprzez zakładanie siedzib w krajach o niższym opodatkowaniu.
Nazwę zawdzięcza przedsiębiorstwu Google, które ulokowało swoją siedzibę w Irlandii, gdzie obowiązywała je niższa stawka podatku od firm niż w Wielkiej Brytanii. Wprowadzenie tego podatku zapowiedział w 2015 brytyjski kanclerz skarbu George Osborne.